# Halil Dervişoğlu
Halil İbrahim Dervişoğlu (Rotterdam, 1999. december 8. –) holland születésű török válogatott labdarúgó, a Burnley játékosa kölcsönben a Brentford csapatától.

## Pályafutása

### Klubcsapatokban
2009-ben csatlakozott a Sparta Rotterdam akadémiájához, majd 2017–18-as szezon elején csatlakozott a tartalék csapathoz. A szezonban 26 mérkőzésen 21 gólt szerzett, majd 2018 májusában meghosszabbították a szerződését. A következő idényben alapembere volt az első keretnek, amellyel rájátszásban feljutottak az élvonalba. A 2019–20-as szezonban 17 bajnoki találkozón 5 gólt szerzett.
2019. augusztus 9-én előszerződést kötött az angol Brentford csapatával, amelyhez 2020. január 1-jén csatlakozott és négy és félévre írt alá. Január 3-án mutatták be. Az első fél szezonjában minden sorozatot számítva 7 alkalommal lépett pályára az angol klubban. A következő szezon elején nem tudott a csapat állandó tagja lenni, miután Marcus Forss és Ivan Toney is jobb formában játszott, ezért csapata a holland Twente klubjába adta kölcsönbe a szezon végéig. A hollandoknál bár játszott, de gólnélkül maradt, ezért januárban visszarendelte a klubja. 2021. január 9-én megszerezte első gólját a Brentford csapatával a kupában a Middlesbrough ellen 2–1-re megnyert márkőzésen. Ebben a hónapban kölcsöne került a török Galatasaray együtteséhez. A szezon végén az utolsó 4 bajnoki mérkőzésén 3 gólt szerzett.
A 2021–22-es szezonban továbbra sem kapott lehetőséget a bizonyításra a Brentfordban, ezért visszatért a Galatasarayhoz ismét kölcsönben. 33 tétmérkőzésen 5 gólt szerzett a szezon során. A következő szezonban az angol Burnley vette kölcsönbe a szezon végéig.

### A válogatottban
Nemzeti válogatott szinten jogosult volt képviselni Hollandiát és Törökországot. Korosztályos szinten a törököket választotta. 2021 májusában bekerült a 2020-as labdarúgó-Európa-bajnokságra utazó török keretbe, majd május 27-én góllal mutatkozott be az Azerbajdzsán ellen 2–1-re megnyert felkészülési találkozón. A tornán a csoportkörben Olaszország és Wales ellen lépett pályára.

## Statisztikái

### Klub
2023. március 11-i állapotnak megfelelően.
| Klub                  | Szezon   | Bajnokság      | Bajnokság | Bajnokság | Kupa  | Kupa  | Ligakupa | Ligakupa | Nemzetközi | Nemzetközi | Egyéb | Egyéb | Összesen | Összesen |
| Klub                  | Szezon   | Osztály        | Mérk.     | Gólok     | Mérk. | Gólok | Mérk.    | Gólok    | Mérk.      | Gólok      | Mérk. | Gólok | Mérk.    | Gólok    |
| --------------------- | -------- | -------------- | --------- | --------- | ----- | ----- | -------- | -------- | ---------- | ---------- | ----- | ----- | -------- | -------- |
| Jong Sparta           | 2017–18  | Tweede Divisie | 26        | 21        | –     | –     | –        | –        | –          | –          | –     | –     | 26       | 21       |
| Jong Sparta           | 2018–19  | Tweede Divisie | 10        | 4         | –     | –     | –        | –        | –          | –          | –     | –     | 10       | 4        |
| Jong Sparta           | Összesen | Összesen       | 36        | 25        | 0     | 0     | 0        | 0        | 0          | 0          | 0     | 0     | 36       | 25       |
| Sparta Rotterdam      | 2017–18  | Eredivisie     | 0         | 0         | 0     | 0     | –        | –        | –          | –          | 2     | 0     | 2        | 0        |
| Sparta Rotterdam      | 2018–19  | Eerste Divisie | 34        | 10        | 1     | 0     | –        | –        | –          | –          | 2     | 1     | 37       | 11       |
| Sparta Rotterdam      | 2019–20  | Eredivisie     | 17        | 5         | 2     | 0     | –        | –        | –          | –          | –     | –     | 19       | 5        |
| Sparta Rotterdam      | Összesen | Összesen       | 51        | 15        | 3     | 0     | 0        | 0        | 0          | 0          | 4     | 1     | 58       | 16       |
| Brentford             | 2019–20  | Championship   | 4         | 0         | 2     | 0     | –        | –        | –          | –          | 1     | 0     | 7        | 0        |
| Brentford             | 2020–21  | Championship   | 0         | 0         | 1     | 1     | 1        | 0        | –          | –          | –     | –     | 2        | 1        |
| Brentford             | 2021–22  | Premier League | 0         | 0         | –     | –     | 1        | 0        | –          | –          | –     | –     | 1        | 0        |
| Brentford             | 2022–23  | Premier League | 1         | 0         | –     | –     | 1        | 0        | –          | –          | –     | –     | 2        | 0        |
| Brentford             | Összesen | Összesen       | 5         | 0         | 3     | 1     | 3        | 0        | 0          | 0          | 1     | 0     | 12       | 1        |
| Twente (kölcsön)      | 2020–21  | Eredivisie     | 9         | 0         | 1     | 0     | –        | –        | –          | –          | –     | –     | 10       | 0        |
| Twente (kölcsön)      | Összesen | Összesen       | 9         | 0         | 1     | 0     | 0        | 0        | 0          | 0          | 0     | 0     | 10       | 0        |
| Galatasaray (kölcsön) | 2020–21  | Süper Lig      | 12        | 3         | 0     | 0     | –        | –        | –          | –          | –     | –     | 12       | 3        |
| Galatasaray (kölcsön) | 2021–22  | Süper Lig      | 28        | 4         | 1     | 1     | –        | –        | 4          | 0          | –     | –     | 33       | 5        |
| Galatasaray (kölcsön) | Összesen | Összesen       | 40        | 7         | 1     | 1     | 0        | 0        | 4          | 0          | 0     | 0     | 45       | 8        |
| Burnley (kölcsön)     | 2022–23  | Championship   | 8         | 1         | 1     | 0     | –        | –        | –          | –          | –     | –     | 9        | 1        |
| Burnley (kölcsön)     | Összesen | Összesen       | 8         | 1         | 1     | 0     | 0        | 0        | 0          | 0          | 0     | 0     | 9        | 1        |
| Összesen              | Összesen | Összesen       | 149       | 48        | 9     | 2     | 3        | 0        | 4          | 0          | 5     | 1     | 170      | 51       |

### Válogatott
2022. szeptember 25-i állapotnak megfelelően.
| Nemzet      | Év       | Mérk. | Gólok |
| ----------- | -------- | ----- | ----- |
| Törökország | 2021     | 9     | 4     |
| Törökország | 2022     | 6     | 2     |
| Törökország | 2023     | 0     | 0     |
| Összesen    | Összesen | 15    | 6     |

### Válogatott góljai
2022. június 7-i állapotnak megfelelően.
| #  | Időpont             | Helyszín                                               | Ellenfél     | Gólok | Eredmény | Kiírás                                     |
| -- | ------------------- | ------------------------------------------------------ | ------------ | ----- | -------- | ------------------------------------------ |
| 1. | 2021. május 7.      | Kırbıyık Holding Stadium, Alanya, Törökország          | Azerbajdzsán | 1–1   | 2–1      | Barátságos mérkőzés                        |
| 2. | 2021. szeptember 4. | Victoria Stadium, Gibraltár                            | Gibraltár    | 1–0   | 3–0      | 2022-es labdarúgó-világbajnokság-selejtező |
| 3. | 2021. november 13.  | Başakşehir Fatih Terim Stadium, Isztambul, Törökország | Gibraltár    | 2–0   | 6–0      | 2022-es labdarúgó-világbajnokság-selejtező |
| 4. | 2021. november 13.  | Başakşehir Fatih Terim Stadium, Isztambul, Törökország | Gibraltár    | 3–0   | 6–0      | 2022-es labdarúgó-világbajnokság-selejtező |
| 5. | 2022. június 4.     | Başakşehir Fatih Terim Stadium, Isztambul, Törökország | Feröer       | 2–0   | 4–0      | 2022–2023-as UEFA Nemzetek Ligája          |
| 6. | 2022. június 7.     | LFF Stadium, Vilnius, Litvánia                         | Litvánia     | 6–0   | 6–0      | 2022–2023-as UEFA Nemzetek Ligája          |

## Sikerei, díjai
- Burnley
  - EFL Championship: 2022–23[23]

## Külső hivatkozások
- Halil Dervişoğlu adatlapja a Transfermarkt oldalon (angolul)
- Halil Dervişoğlu adatlapja a Soccerway oldalon (angolul)